# 多凡
多凡（法語：Dauphin，法語發音：[dofɛ̃] ⓘ）是法国上普罗旺斯阿尔卑斯省的一个市镇，属于福卡尔基耶区。

## 地理
多凡（43°53'54"N, 5°46'59"E）面积9.71 平方千米，位于法国普罗旺斯-阿尔卑斯-蓝色海岸大区上普罗旺斯阿尔卑斯省，该省份为法国东南部内陆省份，北起上阿尔卑斯省，西接沃克吕兹省，西北接德龙省，南至瓦尔省，东临滨海阿尔卑斯省，东北部与意大利接壤。
与多凡接壤的市镇（或旧市镇、城区）包括：马讷、马诺斯克、圣迈姆、圣马丹莱索、圣米歇尔-洛布塞瓦图瓦尔、沃尔克斯。

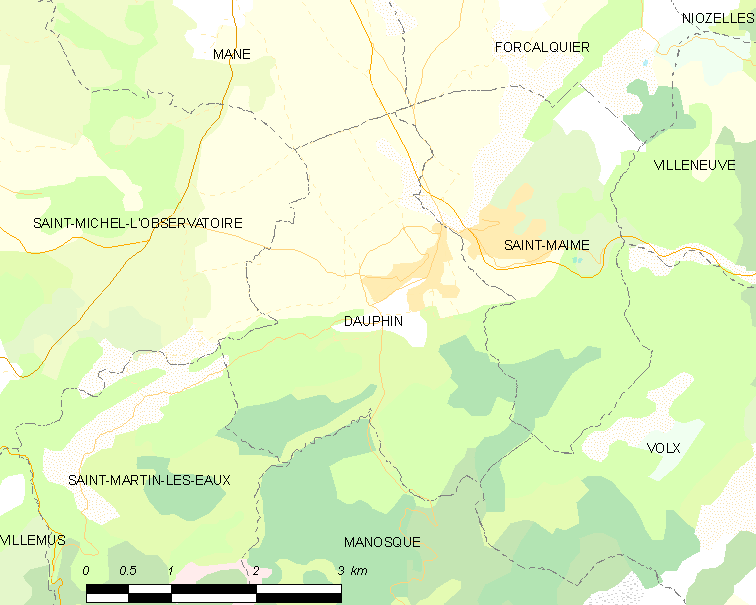
多凡的OSM定位图

多凡的时区为UTC+01:00、UTC+02:00（夏令时）。

## 行政
多凡的邮政编码为04300，INSEE市镇编码为04068。

## 政治
多凡所属的省级选区为雷亚讷县。

## 人口

1962-2008年间多凡人口变化图示

多凡于2022年1月1日时的人口数量为837人。